# Листопад (литературная группа)
«Листопад» (укр. Листопад, пол. Łystopad , рус. Ноябрь) — литературная группа молодых украинских писателей националистической направленности. Создана в 1928 году во Львове (Польская Республика). Существовала до 1931 года.
Членами группы «Листопад» были Р. Драган, В. Ковальчук, Роман Завадович, Б. Кравцив, А.Курдыдык, С. Ленкавский, И. Чернява, Р. Ольгович, Е. Пеленский, Ж. Процишин, В. Янив.
В своих произведениях члены группы разными способами и приёмами освещали национальную тематику.
Литгруппа «Листопад» издавала альманах «Літаври», её члены сотрудничали с «Літературно-науковим вісником».